# 青木镇
青木镇，是中华人民共和国四川省巴中市恩阳区曾经下辖的一个镇。2019年12月，撤销青木镇，将原青木镇花包村、黄桷村、向阳村、平桥村所属行政区域划归司城街道管辖，原青木镇青木桥社区、骑龙山村、金包村、鹿台村、青木村、铜观村、成城村所属行政区域划归明阳镇管辖。

## 行政区划
青木镇撤销前下辖以下地区：
青木桥社区、青木村、石马村、长岭村、川新村、向阳村、平桥村、八角村、龙门村、老官村、方坪村、铜观村、城成村、骑龙村、金包村、鹿台村、花包村和黄桷村。